# Oh Hyeon-gyu
Oh Hyeon-gyu (en coréen : 오현규), né le 12 avril 2001 à Namyangju en Corée du Sud, est un footballeur international sud-coréen évoluant au poste d'avant-centre au KRC Genk.

## Biographie

### En club
Né à Namyangju en Corée du Sud, Oh Hyeon-gyu est formé par le Suwon Bluewings. Il joue son premier match en professionnel le 26 avril 2019, lors d'une rencontre de K League 1, face au Pohang Steelers. Il entre en jeu, et son équipe s'impose par un but à zéro. Avec cette apparition il devient le plus jeune joueur de l'histoire du championnat sud-coréen, à 18 ans et 14 jours (record toutefois battu en mars 2021 par Kang Seong-jin).
En mai 2020, Oh est prêté au Gimcheon Sangmu. Il doit attendre le 23 août 2020 pour enfin avoir sa chance, contre le Jeonbuk Hyundai Motors. Titulaire, il marque également son premier but en égalisant de la tête, mais son équipe s'incline finalement par deux buts à un. Il récidive lors de la journée suivante, le 29 août, contre Incheon United en ouvrant le score. Son équipe s'impose cette fois par trois buts à un.
Après une saison 2021 passée en K League 2 avec Gimcheon Sangmu, donc, Oh Hyun-gyu fait son retour aux Suwon Bluewings.
Le 25 janvier 2023, Oh Hyeon-gyu rejoint le Celtic FC. Il signe un contrat de cinq ans et demi, soit jusqu'en mai 2028.

### En sélection
Avec l'équipe de Corée du Sud des moins de 23 ans, Oh Hyeon-gyu participe à trois matchs et marque un but en 2021.

## Palmarès

### En club
Celtic FC
- Championnat d'Écosse de football (2)
  - Champion en 2023 et 2024
- Coupe de la Ligue écossaise de football (1)
  - Vainqueur en  2023
- Coupe d'Écosse de football (1)
  - Vainqueur en 2023